# Александер Кнавс
Александер Кнавс (Марибор, 5. децембар 1975) је бивши словеначки професионални фудбалер који је играо на одбрамбеног играча. Представљао је своју земљу на два велика турнира за која су се квалификовали, Европском првенству 2000. и Светском првенству 2002.

## Играчка каријера

### Клубови
Кнавс је рођен у Марибору, а професионалну каријеру је започео играјући у клубу Олимпија из словеначке престонице Љубљане 1993. године. За Олимпију је играо до јуна 1997. године, а потом се преселио у иностранство потписавши за аустријски клуб Тирол Инсбрук након што га је приметио Курт Јара, тадашњи менаџер клуба. Играјући за Олимпију, Кнавс је наступио на 70 утакмица словеначке домаће лиге и постигао пет голова за клуб у лиги. Са клубом је два пута освојио и првенство Словеније, 1994. и 1995. године.
Кнавс је освојио две узастопне титуле шампиона у аустријској Бундеслиги са Тиролом из Инзбрука 2000. и 2001. године, пре него што је потписао уговор са екипом Немачке Бундеслиге 1. ФК Кајзерслаутерн у јулу 2001. године. Играо је за Кајзерслаутерн у наредне три сезоне, наступајући у Бундеслиги одиграо је 64. утакмице и постигао три гола за клуб у лиги пре него што је отишао у други биндеслигашки клуб, ВфЛ Бохум, у јуну 2004. Провео је само једну сезону у Бохуму и напустио клуб након њиховог испадања у 2. Бундеслигу на крају 2004/05. сезоне. За Бохум је одиграо 26 утакмица у Бундеслиги и постигао један гол за клуб у лиги. Касније се вратио у Аустрију потписавши за Ред Бул Салцбург у јулу 2005. године. Ту је остао три сезоне, одигравши 30 утакмица и постигао је један гол.
Повукао се из фудбала 2008. године са 32 године.

### Репрезентација
Кнавс је дебитовао за репрезентацију Словеније играјући као замена у последњих десет минута њихове пријатељске утакмице против Исланда 5. фебруара 1998. године, током међународног пријатељског турнира на Кипру. Већ током исте године постао је редован у словеначкој репрезентацији, а потом је наступио на десет од могућих дванаест мечева у квалификацијама за Европско 2000. Успео је да постигне и један гол на гостовању против Грузије који је завршио у нерешено 1 : 1. Словеначки тим се изненађујуће квалификовао у финални део такмичења, пошто је у плеј-офу победио Украјину укупним резултатом 3 : 2. Кнавс се такође појавио у две утакмице у групи на финалном турниру Еуро 2000, играјући као замена у последња 22 минута другог меча против Шпаније, као и свих 90 минута у финалном мечу групе против Норвешке. Словенија је са два освојена бода завршила на последњем месту од четири тима у својој групи и елиминисана са турнира у првом колу.
Наставио је да игра за словеначку репрезентацију у квалификационој сесији за Светско првенство 2002, наступивши у девет од могућих дванаест квалификационих мечева и постигао један гол на гостујућој утакмици против Русије која је завршена нерешеним резултатом 1 : 1. Словенија се квалификовала за свој други узастопни велики турнир пошто је у плеј-офу победила Румунију укупним резултатом 3 : 2. Кнавс је такође био део словеначког тима на финалу Светског првенства 2002. и наступио је у две групне утакмице пре него што је тим елиминисан са турнира у првом колу тако што је завршио као последњи од четири тима у својој групи, без бодова. Одиграо је цео први меч против Шпаније, а био је и стартни играч у другом мечу против Јужне Африке, али је замењен у 60. минуту.
Са репрезентацијом Словеније је такође наступио у седам од могућих десет мечева у квалификацијама за Европско првенство 2004. и постигао један гол у победи тима над Израелом на свом терену резултатом 3 : 1. Словеначки тим није успео да се пласира у финале након што је у плеј-офу поражен од Хрватске укупним резултатом 2 : 1. Такође је наступио у седам од могућих десет мечева у квалификацијама за Светско првенство 2006. где је словеначки тим завршио тек четврти у својој групи, иза Италије, Норвешке и Шкотске.
На репрезентацију се вратио у августу 2006. након десет месеци одсуства из репрезентације, одигравши свих 90 минута у пријатељској утакмици Словеније против Израела. Његов последњи меч за репрезентацију био је током квалификационе кампање за Европско првенство 2008. у њиховој првој утакмици квалификација против Бугарске, коју су изгубили са 3 : 0.  Свеукупно, Кнавс је одиграо 65 међународних утакмица и постигао три гола за Словенију. Повремено је био капитен словеначке репрезентације.

## Успеси

### Играчки
Олимпија
- Првенство Словеније: шампион 1993–94, 1994–95.
- Куп Словеније: првак 1995–96.

Инсбрук
- Аустријска Бундеслига: шампион 1999–00, 2000–01.
- Куп Аустрије:
  - финалиста: 2001.

 Кајзерслаутерн
- Куп Немачке у фудбалу:
  - финалиста: 2002–03.